# Ó meu Menino (Pias)
"Ó meu Menino" ou "Deus Menino de Pias" é um cante de Natal português originário da freguesia de Pias no concelho de Serpa. Existe também uma outra versão, muito semelhante, da freguesia próxima de São Matias no concelho de Beja.

## História
Este cante apresenta características da música do período Barroco e a sua letra parece confirmar esta datação uma vez que inclui a trova "Ó meu Menino, ó Meu Redentor, / Meu doce Jesus, salvai-nos, Senhor!" que faz também parte de uma "Novena ao Menino Jesus" em Porto Moniz, tradição católica que remonta aos séculos XVIII e XIX.
Em 1940 o etnógrafo alentejano Joaquim Baptista Roque publicou a versão de São Matias, que o próprio recolheu, na sua obra Alentejo Cem por Cento. Contudo, é a versão de Pias que tem gozado de grande popularidade e alguma internacionalização. Este facto deve-se principalmente ao trabalho de harmonização do compositor português Eurico Carrapatoso que adaptou a canção para duas das suas obras:
- Terceiro andamento de "Natal Profano" para coro a cappella em 1997.[7]
- Oitavo andamento (e tema unificador) de "Magnificat em Talha Dourada" para coro, solista e orquestra em 1998.[2]

## Letra
O tema da letra de "Ó meu Menino" é a súplica dos fiéis pela misericórdia do Menino Jesus que é, ao mesmo tempo, um pobre menino nascido numa gruta entre animais e o Salvador do Mundo.

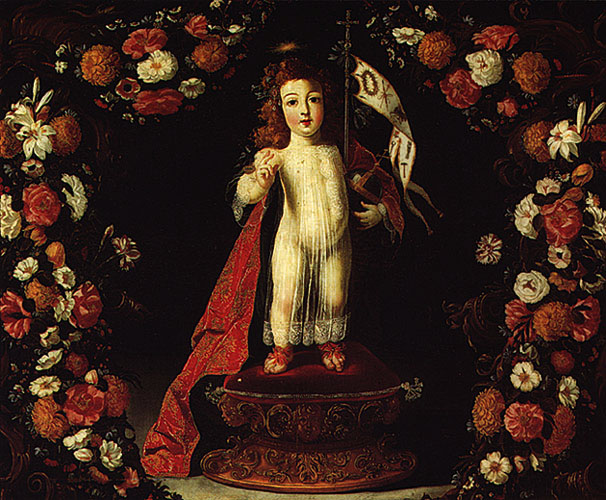
Josefa de Óbidos: Menino Jesus Salvador do Mundo (1673) na Igreja Matriz de Cascais.

| Menino de Pias                                                             | Menino de S. Matias                                                         |
| Estribilho/Responsório:                                                    | Estribilho/Responsório:                                                     |
| -------------------------------------------------------------------------- | --------------------------------------------------------------------------- |
| Ponde em nós os Vossos olhos, Misericórdia, amor!                          | Vossos olhos, De misericórdia, amor!                                        |
| Coplas/Versos:                                                             | Coplas/Versos:                                                              |
| Ó meu Menino, Meu doce Jesus, Ó meu Redentor, Salvai-me, Senhor!           | Meu Menino, Meu doce Jesus, Ó meu Redentor, Salvai-nos, Senhor!             |
| Pobre em Belém, Sorrindo na dor, Quem tudo sustém, Do mundo Senhor.        | Ditosa Belém Que o mundo abrigais Dizei à Mãe Santa: "Bendita sejais!"      |
| Senhor da Vida, Que pobre que estais, Na gruta despida, Por entre animais. | Cravos de amor, Cravados na cruz; As almas Vos clamam: "Salvai-nos, Jesus!" |
| Vede, pastores, O vosso Cordeiro, Olhai pecadores, O Deus verdadeiro.      |                                                                             |

## Música
A cantiga é interpretada em alternância de acordo com os cânones do Cante Alentejano: um solista (o "ponto") canta as quadras e, de seguida, responde todo o coro com o estribilho. Da conjugação da melodia com essa forma tradicional de interpretação, resulta uma composição descrita por alguns autores como nostálgica e solene.
Formalmente a música segue o modo frígio.